# TMED5
TMED5 (англ. Transmembrane p24 trafficking protein 5) – білок, який кодується однойменним геном, розташованим у людей на 1-й хромосомі. Довжина поліпептидного ланцюга білка становить 229 амінокислот, а молекулярна маса — 26 005.
| 10         |  | 20         |  | 30         |  | 40         |  | 50         |
| ---------- |  | ---------- |  | ---------- |  | ---------- |  | ---------- |
| MGDKIWLPFP |  | VLLLAALPPV |  | LLPGAAGFTP |  | SLDSDFTFTL |  | PAGQKECFYQ |
| PMPLKASLEI |  | EYQVLDGAGL |  | DIDFHLASPE |  | GKTLVFEQRK |  | SDGVHTVETE |
| VGDYMFCFDN |  | TFSTISEKVI |  | FFELILDNMG |  | EQAQEQEDWK |  | KYITGTDILD |
| MKLEDILESI |  | NSIKSRLSKS |  | GHIQTLLRAF |  | EARDRNIQES |  | NFDRVNFWSM |
| VNLVVMVVVS |  | AIQVYMLKSL |  | FEDKRKSRT  |  |            |  |            |

A: Аланін

C: Цистеїн

D: Аспарагінова кислота

E: Глутамінова кислота

F: Фенілаланін

G: Гліцин

H: Гістидин

I: Ізолейцин

K: Лізин

L: Лейцин

M: Метіонін

N: Аспарагін

P: Пролін

Q: Глутамін

R: Аргінін

S: Серин

T: Треонін

V: Валін

W: Триптофан

Задіяний у таких біологічних процесах, як транспорт, транспорт білків, альтернативний сплайсинг. 
Локалізований у мембрані, ендоплазматичному ретикулумі, апараті гольджі.